# Moulin de Loubens
Le moulin de Loubens est un moulin hydraulique situé en France à Loubens et à Landerrouet-sur-Ségur.

## Localisation
Le moulin est situé dans le département français de la Gironde, en limite des territoires communaux de Loubens et de Landerrouet-sur-Séguret à proximité de la route départementale D21, sur la rivière du Dropt, un affluent de rive droite de la Garonne.

## Historique
Le moulin a été construit vers les XIVe-XVe siècles sur le Dropt, le moulin à farine se trouvant sur la rive droite (nord) et la rive gauche accueillant une maison de foulon.

Ayant appartenu au XVe siècle à l'abbaye de La Réole, le bâtiment est devenu ensuite la propriété de meuniers indépendants. Désaffecté depuis 1914, il est aujourd'hui classé au titre des monuments historiques par arrêté du 16 mars 2000,.

## Notes et références

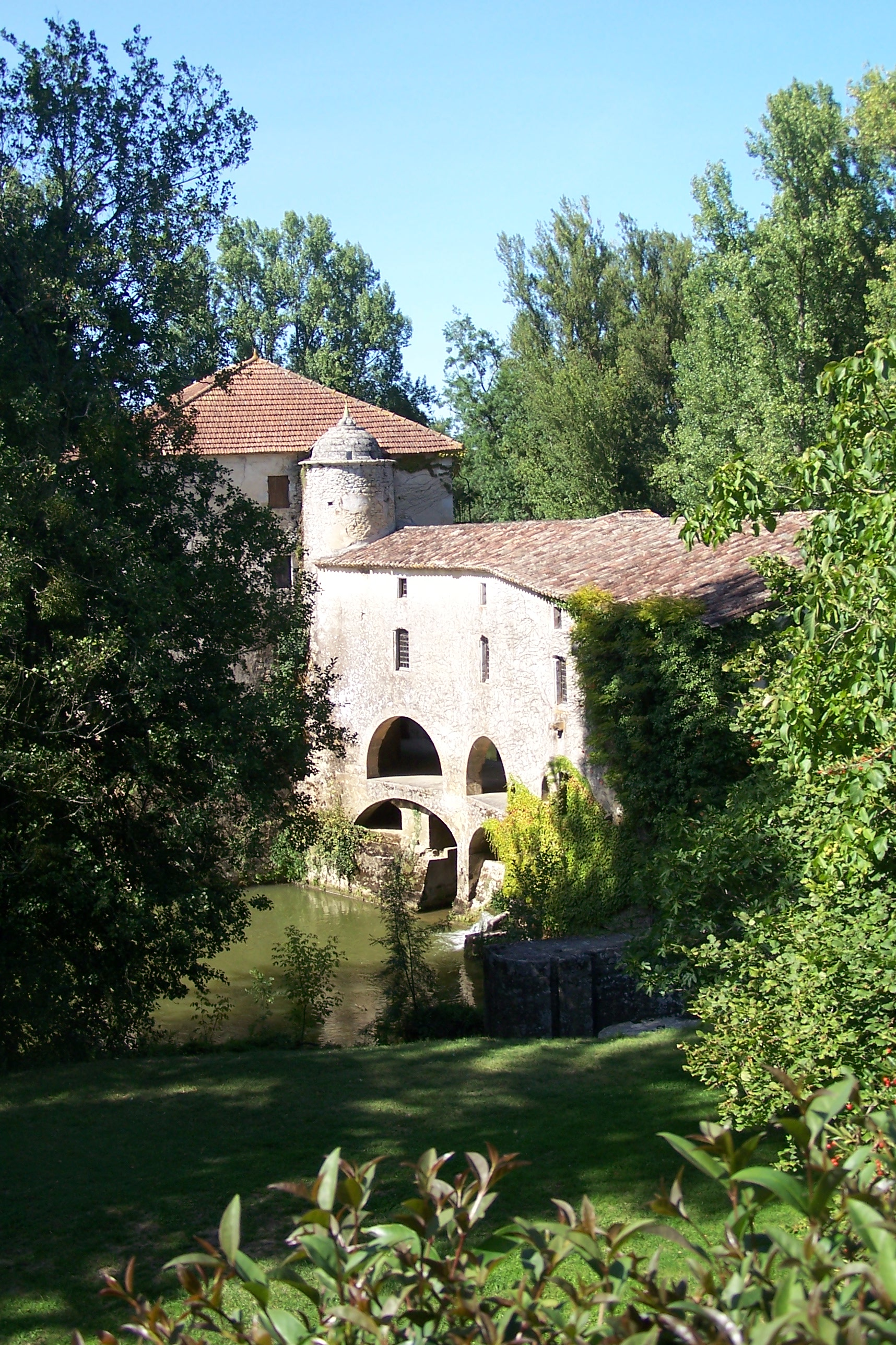
Vue latérale au sud (août 2011)